# Plestiodon coreensis
Plestiodon coreensis är en ödleart som beskrevs av  Tôhei Doi och KAMITA 1937. Plestiodon coreensis ingår i släktet Plestiodon och familjen skinkar. Inga underarter finns listade i Catalogue of Life.